# شانکارلال
شانکارلال (به تامیلی: Sankarlal) فیلمی محصول سال ۱۹۸۱ و به کارگردانی تی. ان بالو، کمال حسن است. در این فیلم بازیگرانی همچون کمال حسن، سری دوی، سیما ایفای نقش کرده‌اند.